# Shiboprosad Mukherjee
Shiboprosad Mukherjee (nacido el 20 de mayo de 1974) es un cineasta, escritor y actor bengalí indio. Él, en colaboración con Nandita Roy, debutó con su película Icche, que obtuvo tanto el reconocimiento de la crítica como el éxito comercial. El dúo director es conocido por hacer películas socialmente relevantes que también son entretenidas para los espectadores. También han dirigido algunas de las películas bengalíes más populares de la nueva era, como Praktan, Bela Seshe, Icche, Muktodhara, Accident, Alik Sukh y Ramdhanu, que fueron aclamadas por la crítica y tuvieron éxito comercial. También se desempeña como socio en Windows Productions. Su película, Praktan, embolsó múltiples premios nacionales.

## Temprana edad y educación
Shiboprosad Mukherjee nació el 20 de mayo de 1974 en Baranagar, en la franja norte de Calcuta, Bengala Occidental, India. Él era un estudiante de Baranagore Ramakrishna Mission Ashrama High School y más tarde completó su escuela secundaria de la Escuela Hindú. Continuó su graduación en Ciencias Políticas con honores de la Jadavpur University.

## Vida personal
Se casó con la periodista Zinia Sen en 2016.

## Filmografía
| Año  | Película        | Funcionó como | Funcionó como | Funcionó como | Funcionó como | Productor      |
| Año  | Película        | Director      | Guionista     | Actor         | Papel         | Productor      |
| ---- | --------------- | ------------- | ------------- | ------------- | ------------- | -------------- |
| 1997 | Char Adhyay     | No            | No            | Sí            |               |                |
| 1997 | Dahan           | No            | No            | Sí            |               |                |
| 2000 | Bariwali        | No            | No            | Sí            | Debasish      | Anupam Kher    |
| 2003 | Ekti Nadir Naam | No            | No            | Sí            |               | Steve Brookes  |
| 2011 | Icche           | Sí            | Sí            | No            |               | Vignesh Films  |
| 2011 | Hello Memsaheb  | Sí            | Sí            | No            |               | Arijit Biswas  |
| 2012 | Muktodhara      | Sí            | No            | Sí            | Happy Singh   | Bachchu Biswas |
| 2012 | Accident        | Sí            | No            | Sí            | Arko          | Kaustav Ray    |
| 2013 | Alik Sukh       | Sí            | Sí            | No            |               | Windows        |
| 2014 | Ramdhanu        | Sí            | Sí            | Sí            | Laltu Dutta   | Windows        |
| 2015 | Bela Seshe      | Sí            | Sí            | No            |               | Probhat Roy    |
| 2016 | Praktan         | Sí            | Sí            | No            |               | Windows        |
| 2017 | Posto           | Sí            | Sí            | No            |               | Windows        |
| 2018 | Haami           | Sí            | Sí            | Sí            | Laltu Biswas  | Windows        |
| 2019 | Konttho         | Sí            | Sí            | Sí            | Arjun Mallik  | Windows        |